# گوتیک متال
گوتیک متال (به انگلیسی: Gothic metal) یا گوث متال یکی از زیرشاخه‌های موسیقی هوی متال است.
گوث متال در سال‌های آغازین دههٔ ۹۰ میلادی در اروپا، به عنوان سبکی مشتق از دث/دوم-که خود ترکیبی از دث متال و دوم متال بود- پدید آمد. این گونهٔ موسیقی که آمیزه‌ای از جو ماتم‌زده و غم‌افزای گوتیک راک و صدای بلند گیتار و فرم تهاجمی هوی متال است، با شیوهٔ روایت ملودرام و اشعاری که عمدتاً از مفاهیمی مانند مذهب و وحشت آکنده‌اند در فضایی مابین این دو سبک سیر می‌کند. هنرمندان گوث متال با درهم‌آمیختن المان‌های گوتیک با ژانرهای مختلف هوی متال، تنوع زیادی در این سبک ایجاد کرده‌اند. از گروه‌های پیشگام گوتیک متال پارادایز لاست، آناتما و مای داینگ براید هستند که خاستگاه هر سه‌شان شمال انگلستان است. از گروه‌های مهم دیگر این سبک که در نیمهٔ اول دههٔ ۱۹۹۰ ظهور کردند می‌توان به تایپ او نگاتیو از آمریکا، تیامات از سوئد و د گدرینگ از هلند اشاره کرد. گروه نروژی تیتر آو تراژدی با همراه کردن صدای پرخاشگر خوانندهٔ اصلی مرد و نوای زلال گروه کر زنان، ترکیبی «دیو و دلبر وار» از صداها را ایجاد کردند. اکثر گروه‌های گوتیک متال از چنین تضادی در اجرای آثارشان بهره می‌برند.
در سال‌های میانی دههٔ ۹۰ میلادی گروه‌هایی مانند کریدل او فیلث، تیترز دس ومپایرز و مون‌سپل گوث متال را به سمت بلک متال سوق دادند. با استمرار این حرکت و در پایان آن دهه، گونه‌ای سمفونیک شدهٔ گوث متال به‌وجود آمد. گروه‌های تریستانیا از نروژ و ویثین تمپتیشن از هلند از گروه‌های شاخص سیمفونیک متال هستند.
با آغاز قرن بیست و یکم گوتیک متال حرکت رو به جلواش در اروپا را ادامه داد، به‌خصوص در فنلاند که آثار گروه‌هایی مانند ۶۹ آیز، اِنتواین، لولاکرای، هیم و پویزن‌بلک با استقبال مخاطبان همراه شدند و به رده‌های بالای جدول‌های فروش موسیقی راه یافتند. در ایالات متحده گروه‌های معدودی از این سبک مانند لاکونا کویل به موفقیت تجاری دست یافته‌اند.